# Council of European Energy Regulators
A Council of European Energy Regulators (magyarul: Európai Energetikai Szabályozó hatóságok Tanácsa, röviden: CEER) olyan nonprofit szervezet, melyben az európai nemzeti szabályozó hatóságok önkéntes alapon vesznek részt a fogyasztók érdekeinek érvényesítése érdekében.

## Alapítás és küldetés
2000 márciusában tíz nemzeti szabályozó hatóság közös szándéknyilatkozatot írt alá a CEER megalapításáról. A szervezet célja a kezdetektől egy egységes, versenyalapú és fenntartható belső villamosenergia-, illetve gázpiac kialakítása Európában.
2003-ban jött létre hivatalosan is nonprofit szervezetként a belga társasági jog szerint, brüsszeli székhellyel. A CEER teljes jogú tagjai között vannak az összes EU-tagállam, továbbá Izland és Norvégia energetikát felügyelő hatóságai, ezen túlmenően pedig megfigyelő státusszal rendelkezik Albánia, Bosznia-Hercegovina, Grúzia, Koszovó, Moldova, Montenegró, Szerbia, Svájc és Észak-Macedónia, így a szervezet összesen 39 állam képviseletét látja el.
A CEER szorosan együttműködik az Energiaszabályozók Európai Uniós Együttműködési Ügynökségével (ACER), mely az Európai Unió hivatalos szerve.

## Célok, feladatok
A CEER célja egy egységes, versenyalapú, hatékony és fenntartható európai belső villamosenergia-, illetve gázpiac kialakításának az elősegítése. Ezen túlmenően:
- elősegíti a nemzeti szabályozó hatóságok közötti együttműködést, párbeszédet, hozzájárulva ezzel a tagállamok konzisztens[* 2] jogalkalmazásához;
- együttműködést, információcserét kezdeményez és támogatást nyújt tagjainak;
- közreműködik kutatásokban a szabályozó hatóságokat érintő kérdésekben.

A CEER együttműködési platform és kapcsolódási felület tagjai számára az EU intézményei felé. Szakértői nézőpontokat közvetít, képvisel az Európai Bizottsággal (illetve azok ágazati igazgatóságaival, mint például: DG ENER, DG COMP, stb.) folytatott tárgyalásokon. Nemzetközi téren is törekszik a jó gyakorlatok, tapasztalatok megosztására a hasonló szabályozó hatóságokat tömörítő szervezetekkel (pl. NARUC, ERRA, stb.), melynek érdekében vezető szerepet tölt be az International Energy Regulation Network (IERN) webes szakmai információ-cserélő platform kialakításában és működtetésében.

## Tagjai
A CEER nyitott az Európai Unió tagállamai, valamint az Európai Gazdasági Térség (EEA) államai szabályozó hatóságai előtt.
| Ország             | Hatóság | Rövid név   |
| ------------------ | --- | ----------- |
| Ausztria           | Energie-Control Austria                                                                                     | E-Control   |
| Belgium            | Commission pour la Régulation de l'Electricité et du Gaz                                                    | CREG        |
| Bulgária           | State Energy & Water Regulatory Commission                                                                  | SEWRC       |
| Horvátország       | Hrvatska energetska regulatorna agencija / Croatian energy regulatory agency                                | HERA        |
| Ciprus             | Cyprus Energy Regulatory Authority                                                                          | CERA        |
| Csehország         | Energetický Regulační Úřad/ Energy Regulatory Office                                                        | ERÙ/ERO     |
| Dánia              | Energitilsynet - Danish Energy Regulatory Authority                                                         | DERA        |
| Észtország         | Konkurentsiamet - Estonian Competition Authority - Energy Regulatory Dept                                   | ECA         |
| Finnország         | Energiavirasto - The Energy Market Authority                                                                | EV          |
| Franciaország      | Commission de Régulation de l'Energie                                                                       | CRE         |
| Németország        | Bundesnetzagentur / Federal Network Agency for Electricity, Gas, Telecommunications, Posts and Railway      | BNetzA      |
| Görögország        | Ρυθμιστική Αρχή Ενέργειας / Regulatory Authority for Energy                                                 | PAE / RAE   |
| Magyarország       | Magyar Energetikai és Közmű-szabályozási Hivatal / Hungarian Energy and Public Utility Regulatory Authority | MEKH        |
| Izland             | Orkustofnun / National Energy Authority                                                                     | Orkustofnun |
| Írország           | Commission for Regulation of Utilities                                                                      | CRU         |
| Olaszország        | Autorità di Regolazione per Energia Reti e Ambiente                                                         | ARERA       |
| Lettország         | Sabiedrisko pakalpojumu regulēšanas komisija / Public Utilities Commission                                  | PUC         |
| Litvánia           | Valstybinė kainų ir energetikos kontrolės komisija / National Control Commission for Prices and Energy      | NCC         |
| Luxemburg          | Institut Luxembourgeois de Régulation                                                                       | ILR         |
| Málta              | Malta Resources Authority                                                                                   | MRA         |
| Hollandia          | Dutch Office of Energy Regulation / Authority for Consumers and Markets                                     | ACM         |
| Norvégia           | Norges vassdrags- og energidirektorat / Norwegian Water Resources and Energy Directorate                    | NVE         |
| Lengyelország      | Urząd Regulacji Energetyki / The Energy Regulatory Office of Poland                                         | URE         |
| Portugália         | Entidade Reguladora dos Serviços Energéticos / Energy Services Regulatory Authority                         | ERSE        |
| Románia            | Antoritatea Nationala de Reglementare in domeniul Energiei/Romanian Energy Regulatory Authority             | ANRE        |
| Szlovákia          | Úrad pre reguláciu sieťových odvetví (URSO) / Regulatory Office for Network Industries                      | URSO/RONI   |
| Szlovénia          | Javna Agencija Republike Slovenije za energijo / Energy Agency of the Republic of Slovenia                  | AGEN        |
| Spanyolország      | Comisión Nacional de los Mercados y la Competencia / National Commission for Markets and Competition        | CNMC        |
| Svédország         | Energimarknadsinspektionen / Energy Markets Inspectorate                                                    | Ei          |
| Egyesült Királyság | Office of Gas and Electricity Markets                                                                       | Ofgem       |

## Fordítás
- Ez a szócikk részben vagy egészben  az   Agency for the Cooperation of Energy Regulators című angol Wikipédia-szócikk fordításán alapul.  Az eredeti cikk szerkesztőit annak laptörténete sorolja fel. Ez a jelzés csupán a megfogalmazás eredetét és a szerzői jogokat jelzi, nem szolgál a cikkben szereplő információk forrásmegjelöléseként.